# Gieorgij Władimow
Gieorgij Nikołajewicz Władimow ros. Георгий Николаевич Владимов, właśc. Wołosiewicz ros. Волосевич (ur. 19 lutego 1931 w Charkowie, zm. 19 października 2003 we Frankfurcie) – pisarz rosyjski (prozaik) i dysydent.

## Życiorys
Pochodził z rodziny nauczycielskiej. Jego ojciec zaginął bez wieści w czasie wojny. Matka została z nieznanych przyczyn aresztowana w 1952. W 1953 ukończył studia na wydziale prawa Uniwersytetu Leningradzkiego. Z powodu nieznanych losów ojca (którego podejrzewano o przejście na stronę niemiecką) i aresztowania matki, długo nie mógł znaleźć stałego zajęcia. W 1954–1959 zajmował się krytyką literacką; początkowo w małych pisemkach, od 1956 jako szef działu prozy w czasopiśmie Nowyj Mir. Zadebiutował w 1961, a tematem początkowego okresu jego twórczości był chętnie eksploatowany w literaturze ros. tamtych lat motyw człowieka w procesie pracy. Władimow ukazywał go jednak w sposób nieszablonowy, podważając niejako tradycyjną formułę powieści produkcyjnej. W tym okresie duże uznanie przyniosła mu powieść Katastrofa (1961), ale już w 1969 naraził się cenzurze powieścią Trzy minuty ciszy (wydaną po poważnym „okrojeniu”). W 1962–1963 napisał swoją najgłośniejszą książkę Wierny Rusłan, która została zatrzymana przez cenzurę i w ZSRR ukazała się dopiero w 1989 (po raz pierwszy wyszła w Niemczech Zachodnich w 1975).
Na połowę lat 60. datuje się też początek jego dysydenckiej działalności. W 1967 skierował do IV zjazdu pisarzy ZSRR oficjalny list, w którym domagał się m.in. poważnej dyskusji nad wypowiedziami Sołżenicyna w sprawie cenzury. W 1978 publicznie wystąpił w obronie oskarżonych o szpiegostwo: Jurija Orłowa, Aleksandra Ginsburga i Anatolija Szczarańskiego. Wreszcie zrzekł się członkostwa w Związku Pisarzy Radzieckich i objął funkcję przewodniczącego moskiewskiej sekcji Amnesty International. W 1983 został zmuszony do emigracji i wyjechał do Niemiec Zachodnich. 1984–1986 redaktor naczelny emigracyjnego pisma Grani. Jego ostatnią powieścią, była wojenna – Generał i jego armia (1994), którą uważał za dzieło swojego życia. Książka ta została uhonorowana w 1995 rosyjską Nagrodą Bookera (Booker-Open Russia Literary Prize). W 2000 przywrócono mu obywatelstwo rosyjskie. Został pochowany na cmentarzu w Pieriediełkino k. Moskwy.

## Twórczość
- Katastrofa (Bolszaja ruda, 1961)
- Trzy minuty ciszy (Tri minuty mołczanija, 1969)
- Wierny Rusłan (Wiernyj Rusłan, 1975)
- Niech się pan nie przejmuje, maestro (Nie obraszczajtie wnimanija maestro, 1982)
- Generał i jego armia (Gienierał i jego armija, 1994).